# Bataille de Leuna
La bataille de Leuna est une bataille aérienne de la Seconde Guerre mondiale qui eut lieu du 12 mai 1944 jusqu'à la fin de décembre 1944. Elle se déroula à Leuna, ville allemande accueillant plusieurs sites chimiques. La Royal Air Force et l'USAAF bombardèrent à plusieurs reprises un site fabriquant de l'essence synthétique,.